# Adónios Mástoras
Adónios Mástoras (Αντώνης Μάστορας; 6 gennaio 1991) è un altista greco.

## Palmarès
| Anno | Manifestazione          | Sede      | Evento        | Risultato | Prestazione | Note                          |
| ---- | ----------------------- | --------- | ------------- | --------- | ----------- | ----------------------------- |
| 2008 | Mondiali juniores       | Bydgoszcz | Salto in alto | 6º        | 2,17 m      |                               |
| 2010 | Mondiali juniores       | Moncton   | Salto in alto | 14º       | 2,14 m      |                               |
| 2013 | Europei indoor          | Göteborg  | Salto in alto | 4º        | 2,29 m      | Miglior prestazione personale |
| 2013 | Europei under 23        | Tampere   | Salto in alto | Bronzo    | 2,26 m      | Miglior prestazione personale |
| 2013 | Giochi del Mediterraneo | Mersin    | Salto in alto | 5º        | 2,21 m      |                               |
| 2013 | Mondiali                | Mosca     | Salto in alto | 13º (q)   | 2,26 m      |                               |
| 2014 | Europei                 | Zurigo    | Salto in alto | 21º (q)   | 2,15 m      |                               |
| 2015 | Europei indoor          | Praga     | Salto in alto | Argento   | 2,31 m      | Miglior prestazione personale |